# Milandhoo (Shaviyani-atol)
Milandhoo is een van de bewoonde eilanden van het Shaviyani-atol behorende tot de Maldiven.

## Demografie
Milandhoo telt (stand september 2006) 921 vrouwen en 1057 mannen.